# Eyeshield21
Eyeshield 21 (Nhật: アイシールド21 Hepburn: Aishīrudo Nijūichi) là bộ manga về đề tài bóng bầu dục được sáng tác bởi 2 tác giả: Riichiro Inagaki phần cốt truyện và minh họa bởi Yusuke Murata. Bộ truyện này đã được chuyển thành phim anime năm 2004 và loạt anime truyền hình năm 2005, một vài video game và card game được phát hành bởi hãng Konami.
Eyeshield 21 được đăng định kỳ trên tạp chí Weekly Shōnen Jump của Shueisha. 25 tập truyện đầu tiên phát hành đã bán được hơn 16 triệu bản tại Nhật, đồng thời nó cũng tạo ra sức hút mạnh mẽ: số trẻ em chơi bóng bầu dục đã tăng lên gần gấp đôi trong vòng 4 năm kể từ lần đầu tiên truyện được phát hành. VIZ Media đã mua bản quyền phát hành phiên bản tiếng Anh của bộ manga này.
Phiên bản Anime sản xuất bởi NAS và thực hiện bởi Artland, đã được trình chiếu khắp Nhật Bản qua kênh TV Tokyo kể từ 4/6/2005 cho tới 19/3/2008 với 145 tập phim (một chương trình có tên Cellerphone Investigater 7 đã được thực hiện sau khi kết thúc series này). Anime được bảo trợ bởi NFL Japan (hiệp hội bóng bầu dục của Nhật Bản). Kể từ 17/12/2007 phần tiếng Anh được lồng và phát hành miễn phí là nỗ lực chung của Toonami Jetstream và NFL Rush, song bị gián đoạn do còn nhiều chỗ thiếu sót, có khả năng cần đợi phiên bản lồng tiếng hoàn chỉnh hơn. Phiên bản lồng tiếng Đài Loan cũng đã được phát hành.

## Cốt truyện
Cốt truyện của Eyeshield 21 xoay quanh cậu bé ốm yếu và nhút nhát Sena Kobayakawa (小早川 瀬那, Kobayakawa Sena, học sinh trường trung học dân lập Deimon, nơi mà cô bạn thuở nhỏ Mamori Anezaki (姉崎 まもり, Anezaki Mamori) hơn cậu 1 tuổi theo học. Khả năng nổi bật duy nhất của cậu là tốc độ chạy và kĩ thuật di chuyển khéo léo, đó là thành quả của những tháng ngày vất vả phục tùng những kẻ hay bắt nạt cậu. Sena nhanh chóng lọt vào tầm mắt của đội truởng đội bóng bầu dục của trường Deimon - Yoichi Hiruma (蛭魔 妖一, Hiruma Yōichi?), hắn đã bắt cậu gia nhập đội Deimon Devils Bats (Những chú dơi quỷ) chơi ở vị trí running back.
Để che giấu thân phận của mình (vì lo ngại rằng những đội tuyển thể thao khác của trường sẽ lôi kéo Sena một khi khám phá ra năng lực của cậu), một mặt Sena làm quản lý cho đội, mặt khác bị bắt phải ra sân mang theo chiếc mũ bảo hộ với tấm chắn màu xanh che mặt, cậu xuất hiện dưới biệt danh "Eyeshield 21". Đội bóng chắp và tạm thời của cậu đã tham gia giải thi đấu mùa xuân (tổ chức vào đầu mỗi năm học) với hi vọng chiến thắng nhờ sức mạnh từ "vũ khí bí mật" mới. Nhưng đáng tiếc đội bóng đã nhanh chóng bị thất bại bởi Oujo White Knights (Những kị sĩ trắng), một đội bóng vô cùng mạnh chuyên về phòng thủ. Có những người theo dõi trình độ của White Knights hiện thời cho rằng họ đã qua dần cái thời hoàng kim rồi, nhưng chính bản thân các thành viên của đội lại đang cố gắng chứng tỏ rằng khả năng của họ thậm chí còn vượt qua cả các bậc tiền bối. Chính trong trận đấu đó Sena đã gặp người cậu mà cho rằng đó là định thủ mạnh nhất của mình - Seijuro Shin, một linebacker thiên tài.
Sau thất bại tại giải mùa xuân, thật may cho Deimon họ vẫn còn một giải đấu thứ hai cũng quan trọng không kém, đó là giải đấu mùa thu, nơi mà cái đội bóng thi đấu với nhau giành cơ hội được chơi tại "Christmas Bowl", giải vô địch bóng bầu dục giữa các trường trung học. Hiruma, Kurita, và Sena lại tái lập và từng bước thành lập một đội bóng thật sự từ những người ban đầu tưởng chừng như không thích hợp với bóng bầu dục, cho tới những con người muốn khẳng định bản thân họ, với một mục tiêu giành được chiến thắng, đó là Raimon Tarou (thường gọi là Monta hay Monkey)- một cầu thủ bòng chày chuyên ngồi ghế dự bị, chỉ có một khả năng duy nhất nổi bật là bắt bóng; đó là anh em họ Hả (Ha) ban đầu chỉ là những gã du côn chuyên bắt nạt kẻ khác.., và vô số những người khác cùng vì một mục đích chung hướng tới chức vô địch. Câu chuyên xuyên suốt hành trình thành lập và phát triển của đội bóng Deimon Devils Bats và những thành viên trong đội, cùng với vô vàn những đội bóng địch thủ mà họ đụng độ trong suốt giải đấu, tất cả bọn những con người đó đều phấn đấu vì một mục tiêu chung được chơi tại Christmas Bowl.
Đây là một manga thể thao xen lẫn những tình tiết hài hước rất thú vị, tác giả có óc tưởng tượng rất phong phú. Càng về sau, truyện càng mất đi sự hài hước vốn có mà thay vào đó là những tình tiết hồi hộp gay gấn, những pha đấu bóng quyết liệt và những tuyệt chiêu đặc sắc.